# Бангор (Северна Ирландия)
Вижте пояснителната страница за други значения на Бангор.
Ба̀нгор (на английски: Bangor; на ирландски: Beannchor) е град в източната част на Северна Ирландия. Разположен е на брега на езерото Белфаст Лох в район Северен Даун на графство Даун на 8 km източно от столицата Белфаст. Първите сведения за града датират от 559 г., когато тук е построен манастир. Главен административен център на район Северен Даун. Има крайна жп гара по линията Белфаст-Холиуд-Бангор, пусната в експлоатация през 1848 г. и малко пристанище. Населението му е 76 403 жители по данни от преброяването през 2001 г.

## Спорт
Представителният футболен отбор на града се казва ФК Бангор. Дългогодишен участник е в ИФА Премиършип. Друг футболен отбор от града е ФК Ардс.

## Побратимени градове
- Брегенц, Австрия
- Вирджиния Бийч, САЩ